# Японсько-чеські відносини

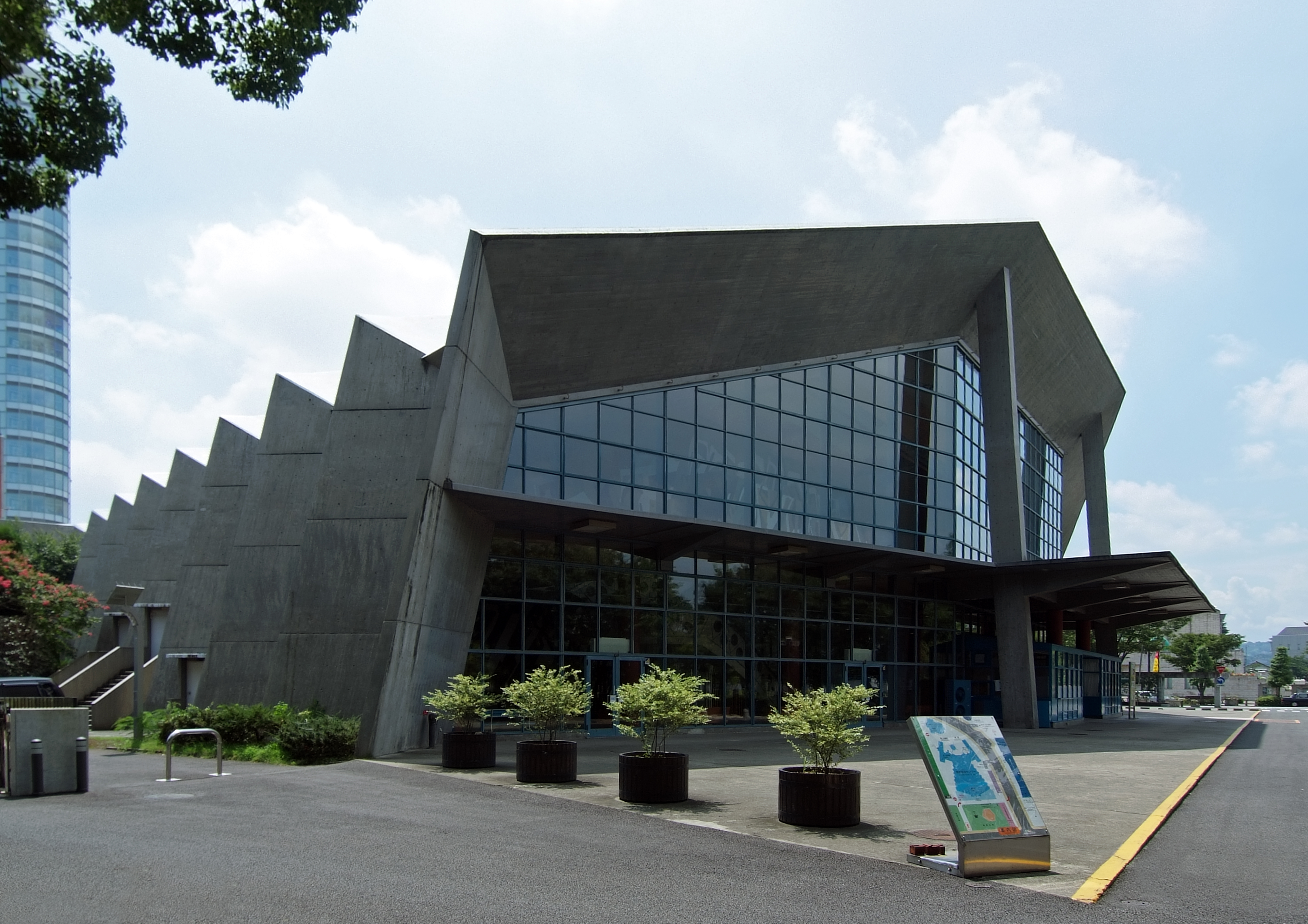
Музичний центр Гунма в Такасакі, дизайн Антоніна Раймонда

Японо-чеські відносини — двосторонні дипломатичні відносини між Чехією та Японією, встановлені в 1919 між Чехословаччиною і самою Японією.
До речі, чехи, як і поляки, стали одними з перших східноєвропейців, які визнали Японію країною.

## Історія
У Першій світовій війні Японія, обложивши Ціндао, захопила кілька австро-угорських військових у полон. Серед них були й чехи. З полоненими поводилися досить гуманно, а після війни вони увійшли до складу чехословацького легіону.
Дипломатичні відносини між Чехословаччиною та Японією встановлені в 1919. Чеський архітектор Антонін Раймонд був почесним консулом Першої Чехословацької республіки в Японії в 1926—1939, представляючи уряд Томаша Масарика.
Відносини розірвані з початком Другої світової війни в 1939 і відновлені в 1957. Першим японським повноважним міністром у Чехословаччині був Харукадзу Нагаока.
Після розпаду Чехословаччини в 1993 Японія визнала як Чехію, так і Словаччину, і продовжила відносини з обома країнами.
У липні 2002 Їх Високості Імператор та Імператриця Японії Акіхіто та Мітіко здійснили офіційний візит до Праги.
У серпні 2003 японський прем'єр-міністр Дзюн'їтіро Коїдзумі здійснив офіційний візит до країн Центральної Європи: Німеччини, Польщі та Чехії. 20 серпня він виїхав із Варшави до Праги, яка стала останнім пунктом його поїздки. Опівдні наступного дня він розмовляв з чеським прем'єр-міністром Володимиром Шпідлою, в ході якої вони обмінялися своїми думками та поглядами на двосторонні відносини та знакові глобальні проблеми, включаючи ядерні амбіції Північної Кореї та відновлення Іраку, де минуло лише три місяці з кінця війни. За підсумками зустрічі обидва прем'єр-міністри прийняли «Положення про стратегічне партнерство між Японією та Чеською республікою», чим відзначили 10-ту річницю їхнього партнерства та імператорський візит до Праги роком раніше як епохальну зустріч та проголосили подальший розвиток співпраці у двосторонніх відносинах, а також допомогу у відновленні Іраку.

## Економіка та торгівля
Економічні відносини між Японією та Чеською республікою розвиваються поступово з великим зростанням інвестицій та торгівлі електромашинами та механічними компонентами.
Після введення військ у Чехословаччину в 1968 Японія розпочала співробітництво у бізнес-сфері; зокрема одна з найбільших японських торгових компаній Mitsui & Co. почала діяти у столиці Чехословаччини.
Через кілька років після закінчення Холодної війни, в 1993, Японская Внешнеторговая Организация , яка була уповноважена урядом просувати японський експорт, імпорт та інвестиції, розмістила свій офіс у Празі. Найважливішою віхою в історії чесько-японських бізнес-відносин є заснування компанією Toyota Peugeot Citroën Automobile (TPSA), приватним спільним підприємством Toyota та Peugeot Citroën, центру та автомобільної фабрики в Коліні в 2002. Їхнє виробництво почалося в лютому 2005, і до березня 2012 TPCA виробила понад 2 мільйони машин.

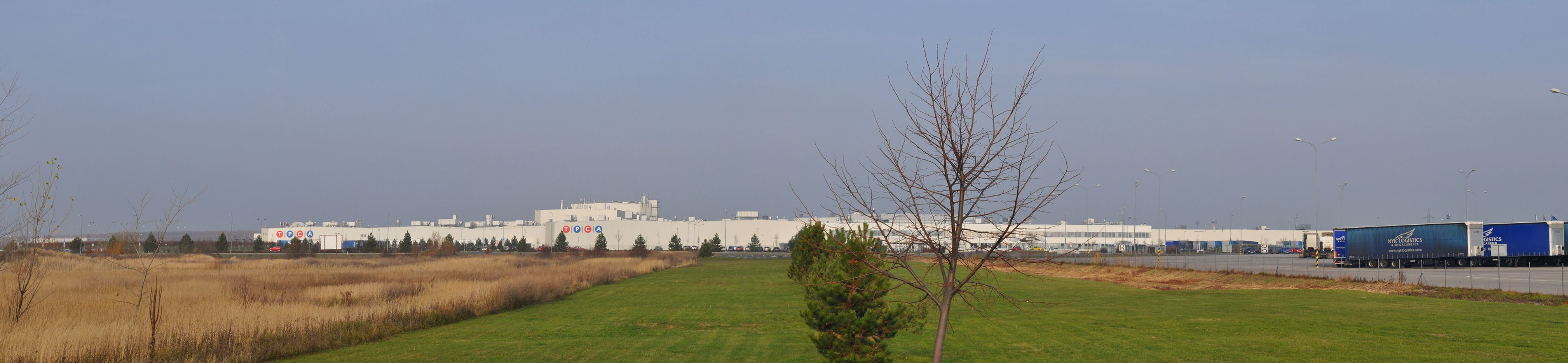
Автомобільна фабрика Toyota Peugeot Citroen Automobile Czech (листопад 2013)

## Академічні зв'язки
У Чехії є три університети, в яких читаються японські навчальні курси: Карлів університет у Празі, Університет Масарика в Брно та Палацький Університет в Оломоуці.

## Дипломатичні місії

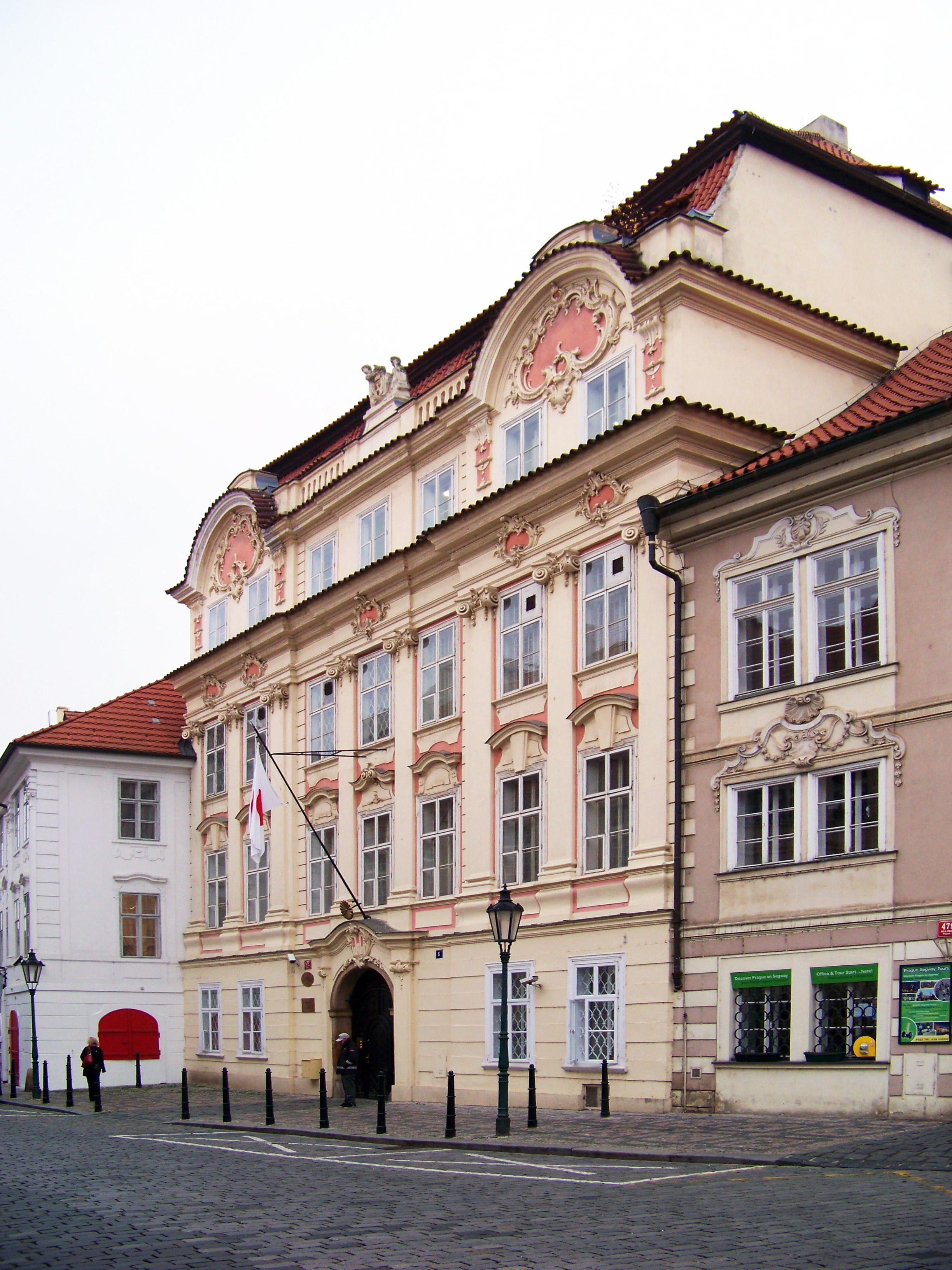
Японське посольство у Празі

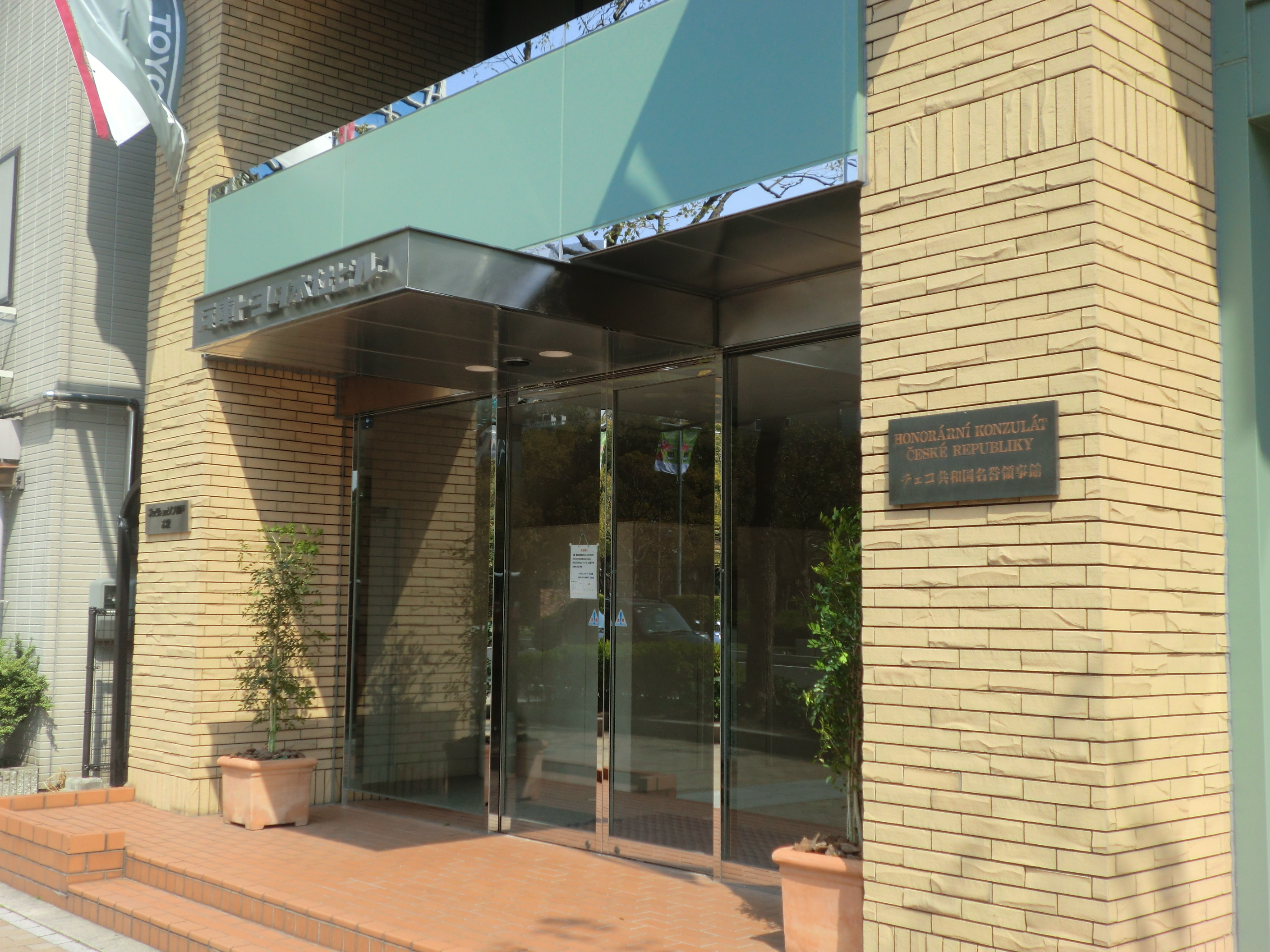
Почесне консульство Чехії у Кобе

- Чехія має посольство в Токіо та почесне консульство в Кобе.
- Японія має посольство у Празі.